# Iván Helguera
Iván Helguera Bujía (* 28. března 1975) je bývalý španělský profesionální fotbalista, který hrál na pozici obránce či defenzivního záložníka. Za španělskou reprezentaci odehrál více než 40 zápasů a zúčastnil se dvou evropských šampionátů (2000, 2004) a jednoho světového šampionátu (2002).

## Klubová kariéra
Helguera patřil mezi posily Realu pro sezónu 1999/2000. V první sezóně ve dresu „Bílého baletu“ odehrál 33 ligových zápasů, někdy jako stoper a jindy jako defenzivní záložník. Až páté místo v La Lize kompenzovala úspěšná jízda Ligou mistrů. V základu nastoupil i ve finále LM, kde Real porazil Valencii 3:0.
Helguera si udržel důvěru trenéra del Bosqueho i v sezóně 2000/01, kdy se Real vrátil na španělský trůn. V osmifinálové skupině vstřelil třetí gól domácího zápasu s Anderlechtem, který skončil výhrou Realu 4:1.
Ve čtvrtfinále na hřišti tureckého Galatasaraye ve 33. minutě otevřel hlavou skóre po centru Figa z přímého kopu. Nakonec dramatický zápas Real vyhrál 3:2.
Helguera se jednou gólově prosadil také při vítězství 3:0 v odvetném zápase na Santiago Bernabéu. Přes semifinále s Bayernem se však Real nedostal.
Začátkem další sezóny si Helguera přivodil zranění během přípravného zápasu proti Interu Milán, kvůli kterému zameškal úvodní zápasy ligy i pohárů.
Jeho návrat zlepšil defenzívu a pomohl výkonům hvězdné posily v podobě Zidaneho.
Zasáhl do 26 zápasů La Ligy a zpravidla v základní sestavě. Real v konečné tabulce obsadil neuspokojivé třetí místo. V pátém zápase osmifinálových skupin Ligy mistrů proti pražské Spartě se Helguera snažil faulováním a i nadávkami rozhodčímu Grahamu Pollovi dostat žlutou kartu, aby byl suspendován pro nedůležitý šestý zápas proti Panathinaikosu a byl tak k dispozici na už jisté čtvrtfinále.
Žlutou kartu obdržel až v 76. minutě.
Ve finále proti Leverkusenu nastoupil v základu ve stoperské dvojici vedle Hierra.
Real Madrid porazil německý klub 2:1 a Helguera tak získal ve své třetí sezóně za Real už druhý titul v Lize mistrů.
Helguera patřil nadále mezi stavební kameny Realu, a to i v sezóně 2002/03. Protože namísto příchodu stopera dorazila posila v podobě útočníka Ronalda, stáhl se na místo stopera právě Helguera.
Tento tah pomohl zlepšit defenzívu madridského mužstva. Zasáhl do 33 zápasů La Ligy a vstřelil 6 branek při úspěšné honbě za dalším mistrovským titulem. Ve třetím ligovém kole dal Helguera rovnou 2 branky Osasuně a pomohl tak k vítězství 4:1.
Během zápasu se také dostával do vyhrocených soubojů se soupeřovým záložníkem Pablem Garcíou.
Ve skupině Ligy mistrů proti Genku odehrál celé utkání, které Real vyhrál jednoznačně 6:0. Helguera byl faulován v pokutovém území a z následné penalty vstřelil třetí branku Figo.
Ve čtvrtfinále proti Manchesteru United vyhrál Real doma 3:1. Helguera se utkal s hrotovým útočníkem soupeře, van Nistelrooyem, kterému nakonec nezabránil vstřelit důležitý venkovní gól.
Přes venkovní prohru 3:4 (Helgura si dal vlastní gól) dokázal Real postoupit do semifinále,
kde jej čekal Juventus Turín. Juventus v domácí odvetě dostal zápas do penaltového rozstřelu, poté co využil absenci defenzivního záložníka Makélélého. Helguera nezabránil fotbalistům Juventusu vstřelit tři góly, asistoval ale u gólu Zidana.
Penalty ale zvládl Juventus a Real tak do finále nedokráčel.

## Reprezentační kariéra
Helguera v reprezentaci trenéra Camacha debutoval 29. března 2000 v přátelském zápase doma proti Itálii.
Dostal se na soupisku na EURO 2000, kde byl mezi náhradníky.
První dva zápasy proti Norsku (porážka 0:1) a proti Slovinsku (výhra 2:1) nastoupil v závěrečných minutách. Trenér José Antonio Camacho jej postavil do rozhodujícího zápasu s Jugoslávií do základu na post defenzivního záložníka a i tento tah přispěl k vítězství 4:3 a postupu do čtvrtfinále. Místo v základní sestavě si udržel i v zápase proti Francii, která Španělsko porazila 2:1.
Helguera patřil do nominace Španělska pro mistrovství světa 2002 s dalšími spoluhráči z Realu.
První zápas skupiny proti Slovinsku vyhráli Španělé 3:1, přičemž Helguera přišel na hřiště jako střídající hráč v 74. minutě za Luise Enriqueho.
Ve druhém zápase proti Paraguayi vyhráli Španělé opět 3:1. Helguera nastoupil do druhého poločasu za útočníka Tristána.
Třetí zápas proti Jihoafrické republice odehrál celý po boku kapitána Nadala jako stoper, který Španělsko vyhrálo 3:2.
Na stejném postu si zahrál celé osmifinálové utkání proti Irsku, které Španělsko zdolalo až na penalty.
Proti domácí Jižní Koreji vstřelil hlavou jeden ze dvou neuznaných gólů Španělska. Podle rozhodčího se dopustil útočného faulu.
Jeho výkon v záloze tvořil základ španělské převahy, přesto Jižní Korea dotáhla zápas do penaltového rozstřelu, kde nakonec uspěla 5:3.
Po zápase Helguera označil zápas za krádež.

## Úspěchy
Zdroj:
Real Madrid
- La Liga (3× vítěz)
  - 1. místo: 2000/01, 2002/03, 2006/07
- Supercopa de España (1× vítěz)
  - 1. místo: 2003
- Liga mistrů UEFA (2× vítěz)
  - 1. místo: 1999/00, 2001/02
- Superpohár UEFA (1× vítěz)
  - 1. místo: 2002
- Interkontinentální pohár (1× vítěz)
  - 1. místo: 2002

Valencia
- Copa del Rey (1× vítěz)
  - 1. místo: 2007/08